# 유용현
유용현(劉龍賢, 2000년 2월 27일~)은 대한민국의 축구 선수이다. 포지션은 미드필더이다. 현재 천안 시티 FC 소속이다.